# Olympische Sommerspiele 1984/Teilnehmer (Amerikanische Jungferninseln)
| Gelbes Symbol für Goldmedaillen mit stilisierten Olympischen Ringen | Graues Symbol für Silbermedaillen mit stilisierten Olympischen Ringen | Braundes Symbol für Bronzemedaillen mit stilisierten Olympischen Ringen |
| ------------------------------------------------------------------- | --------------------------------------------------------------------- | ----------------------------------------------------------------------- |
| —                                                                   | —                                                                     | —                                                                       |

Die Amerikanischen Jungferninseln nahmen an den Olympischen Sommerspielen 1984 in Los Angeles mit einer Delegation von 29 Sportlern (26 Männer, drei Frauen) in sieben Sportarten teil. Es war die vierte Teilnahme der Amerikanischen Jungferninseln an Olympischen Spielen. Fahnenträger bei der Eröffnungsfeier war die Schwimmerin Jodie Lawaetz.

## Teilnehmer nach Sportarten

### Boxen
| Athleten            | Wettbewerb        | 1. Runde | 1. Runde | Achtelfinale   | Achtelfinale | Viertelfinale | Viertelfinale | Halbfinale    | Halbfinale    | Finale        | Finale        | Rang          |
| Athleten            | Wettbewerb        | Gegner   | Ergebnis | Gegner         | Ergebnis     | Gegner        | Ergebnis      | Gegner        | Ergebnis      | Gegner        | Ergebnis      | Rang          |
| ------------------- | ----------------- | -------- | -------- | -------------- | ------------ | ------------- | ------------- | ------------- | ------------- | ------------- | ------------- | ------------- |
| Herren              |                   |          |          |                |              |               |               |               |               |               |               |               |
| Clifton Charleswell | Halbweltergewicht | Freilos  | Freilos  | Dave Griffiths | 0-5          | ausgeschieden | ausgeschieden | ausgeschieden | ausgeschieden | ausgeschieden | ausgeschieden | ausgeschieden |

### Fechten
| Athleten       | Wettbewerb     | 1. Runde | 1. Runde      | 2. Runde      | 2. Runde      | Achtelfinale  | Achtelfinale  | Viertelfinale | Viertelfinale | Halbfinale    | Halbfinale    | Finale        | Finale   | Rang |
| Athleten       | Wettbewerb     | Gegner | Ergebnis      | Gegner        | Ergebnis      | Gegner        | Ergebnis      | Gegner        | Ergebnis      | Gegner        | Ergebnis      | Gegner        | Ergebnis | Rang |
| -------------- | -------------- | --- | ------------- | ------------- | ------------- | ------------- | ------------- | ------------- | ------------- | ------------- | ------------- | ------------- | -------- | ---- |
| Herren         |                | |               |               |               |               |               |               |               |               |               |               |          |      |
| Julito Francis | Florett Einzel | Niederlagen gegen Haluk Yamac Stefano Cerioni Shlomo Eyal Kenichi Umezawa                                     | ausgeschieden | ausgeschieden | ausgeschieden | ausgeschieden | ausgeschieden | ausgeschieden | ausgeschieden | ausgeschieden | ausgeschieden | ausgeschieden | 55       |      |
| James Kerr     | Degen Einzel   | Niederlagen gegen Gilberto Pena Philippe Boisse Lee Il-Hui Michel Poffet                                      | ausgeschieden | ausgeschieden | ausgeschieden | ausgeschieden | ausgeschieden | ausgeschieden | ausgeschieden | ausgeschieden | ausgeschieden | ausgeschieden | 61       |      |
| James Kreglo   | Florett Einzel | Niederlagen gegen Ahmed al-Ahmed Edgardo Díaz Joachim Wendt José Rafael Magallanes Mathias Gey                | ausgeschieden | ausgeschieden | ausgeschieden | ausgeschieden | ausgeschieden | ausgeschieden | ausgeschieden | ausgeschieden | ausgeschieden | ausgeschieden | 57       |      |
| James Kreglo   | Säbel Einzel   | Niederlagen gegen Olivier Martini Atilio Tass Peter Westbrook Ioan Pop Giovanni Scalzo                        | ausgeschieden | ausgeschieden | ausgeschieden | ausgeschieden | ausgeschieden | ausgeschieden | ausgeschieden | ausgeschieden | ausgeschieden | ausgeschieden | 32       |      |
| Damen          |                | |               |               |               |               |               |               |               |               |               |               |          |      |
| Alayna Snell   | Florett Einzel | Niederlagen gegen Lourdes Lozano Kerstin Palm Debra Waples Madeleine Philion Dorina Vaccaroni Sabine Bischoff | ausgeschieden | ausgeschieden | ausgeschieden | ausgeschieden | ausgeschieden | ausgeschieden | ausgeschieden | ausgeschieden | ausgeschieden | ausgeschieden | 40       |      |

### Leichtathletik
Laufen und Gehen 
| Athleten        | Wettbewerb | Vorlauf   | Vorlauf   | Viertelfinale    | Viertelfinale    | Halbfinale    | Halbfinale    | Finale        | Finale        | Rang |
| Athleten        | Wettbewerb | Zeit      | Rang      | Zeit             | Rang             | Zeit          | Rang          | Zeit          | Rang          | Rang |
| --------------- | ---------- | --------- | --------- | ---------------- | ---------------- | ------------- | ------------- | ------------- | ------------- | ---- |
| Herren          |            |           |           |                  |                  |               |               |               |               |      |
| Neville Hodge   | 100 m      | 10,58 s   | 2         | 10,69 s          | 7                | ausgeschieden | ausgeschieden | ausgeschieden | ausgeschieden | -    |
| Neville Hodge   | 200 m      | 21,12 s   | 3         | nicht angetreten | nicht angetreten | ausgeschieden | ausgeschieden | ausgeschieden | ausgeschieden | -    |
| Ronald Russell  | 100 m      | 11,02 s   | 6         | ausgeschieden    | ausgeschieden    | ausgeschieden | ausgeschieden | ausgeschieden | ausgeschieden | -    |
| Marlon Williams | Marathon   | 2:46:50 h | 2:46:50 h | 2:46:50 h        | 2:46:50 h        | 2:46:50 h     | 2:46:50 h     | 2:46:50 h     | 2:46:50 h     | 75   |

 Springen und Werfen 
| Athleten          | Wettbewerb     | Qualifikation | Qualifikation | Finale        | Finale        | Rang |
| Athleten          | Wettbewerb     | Weite/Höhe    | Rang          | Weite/Höhe    | Rang          | Rang |
| ----------------- | -------------- | ------------- | ------------- | ------------- | ------------- | ---- |
| Herren            |                |               |               |               |               |      |
| Brian Morrissette | Stabhochsprung | 5,20 m        | 6             | ausgeschieden | ausgeschieden | 15   |

### Reiten
| Athleten       | Wettbewerb | Strafpunkte              | Rang |
| -------------- | ---------- | ------------------------ | ---- |
| Vielseitigkeit |            |                          |      |
| Richard Rader  | Einzel     | Aufgabe nach der Dressur | -    |

### Schießen
| Herren            |                    |     |    |
| Gary Berne        | Skeet              | 167 | 62 |
| William Henderson | Freie Pistole 50 m | 528 | 44 |
| Roland Scott      | Freie Pistole 50 m | 459 | 55 |

### Schwimmen
| Athleten                                                    | Wettbewerb          | Vorlauf    | Vorlauf | Halbfinale    | Halbfinale    | Finale        | Finale        | Rang |
| Athleten                                                    | Wettbewerb          | Zeit       | Rang    | Zeit          | Rang          | Zeit          | Rang          | Rang |
| ----------------------------------------------------------- | ------------------- | ---------- | ------- | ------------- | ------------- | ------------- | ------------- | ---- |
| Herren                                                      |                     |            |         |               |               |               |               |      |
| Brian Farlow                                                | 100 m Brust         | 1:11,27 m  | 7       | ausgeschieden | ausgeschieden | ausgeschieden | ausgeschieden | 46   |
| Brian Farlow                                                | 200 m Brust         | 2:37,87 m  | 7       | ausgeschieden | ausgeschieden | ausgeschieden | ausgeschieden | 43   |
| Brian Farlow                                                | 200 m Lagen         | 2:20,53 m  | 7       | ausgeschieden | ausgeschieden | ausgeschieden | ausgeschieden | 35   |
| Steven Newkirk                                              | 200 m Freistil      | 1:57,74 m  | 6       | ausgeschieden | ausgeschieden | ausgeschieden | ausgeschieden | 41   |
| Steven Newkirk                                              | 400 m Freistil      | 4:12,60 m  | 6       | ausgeschieden | ausgeschieden | ausgeschieden | ausgeschieden | 32   |
| Steven Newkirk                                              | 1500 m Freistil     | 16:50,55 m | 7       | ausgeschieden | ausgeschieden | ausgeschieden | ausgeschieden | 26   |
| Steven Newkirk                                              | 400 m Lagen         | 4:48,15 m  | 6       | ausgeschieden | ausgeschieden | ausgeschieden | ausgeschieden | 17   |
| Erik Rosskopf                                               | 100 m Freistil      | 54,80 s    | 6       | ausgeschieden | ausgeschieden | ausgeschieden | ausgeschieden | 47   |
| Erik Rosskopf                                               | 200 m Freistil      | 2:02,04 m  | 7       | ausgeschieden | ausgeschieden | ausgeschieden | ausgeschieden | 45   |
| Erik Rosskopf                                               | 100 m Rücken        | 1:03,82 m  | 6       | ausgeschieden | ausgeschieden | ausgeschieden | ausgeschieden | 37   |
| Collier Woolard                                             | 100 m Freistil      | 55,67 s    | 6       | ausgeschieden | ausgeschieden | ausgeschieden | ausgeschieden | 53   |
| Collier Woolard                                             | 100 m Rücken        | 1:06,86 m  | 7       | ausgeschieden | ausgeschieden | ausgeschieden | ausgeschieden | 41   |
| Harrell Woolard                                             | 100 m Brust         | 1:11,17 m  | 7       | ausgeschieden | ausgeschieden | ausgeschieden | ausgeschieden | 45   |
| Harrell Woolard                                             | 200 m Brust         | 2:45,68 m  | 6       | ausgeschieden | ausgeschieden | ausgeschieden | ausgeschieden | 44   |
| Harrell Woolard                                             | 200 m Lagen         | 2:27,51 m  | 6       | ausgeschieden | ausgeschieden | ausgeschieden | ausgeschieden | 40   |
| Brian Farlow Scott Newkirk Erik Rosskopf Collier Woolard    | 4 × 100 m Freistil  | 3:43,49 m  | 7       | ausgeschieden | ausgeschieden | ausgeschieden | ausgeschieden | 20   |
| Scott Newkirk Erik Rosskopf Collier Woolard Harrell Woolard | 4 × 100 m Lagen     | 4:16,18 m  | 6       | ausgeschieden | ausgeschieden | ausgeschieden | ausgeschieden | 18   |
| Damen                                                       |                     |            |         |               |               |               |               |      |
| Shelley Cramer                                              | 100 m Freistil      | 1:00,65 m  | 5       | ausgeschieden | ausgeschieden | ausgeschieden | ausgeschieden | 29   |
| Shelley Cramer                                              | 100 m Schmetterling | 1:04,43 m  | 4       | ausgeschieden | ausgeschieden | ausgeschieden | ausgeschieden | 22   |
| Shelley Cramer                                              | 200 m Schmetterling | 2:22,39 m  | 6       | ausgeschieden | ausgeschieden | ausgeschieden | ausgeschieden | 24   |
| Jodie Lawaetz                                               | 100 m Schmetterling | 1:06,82 m  | 7       | ausgeschieden | ausgeschieden | ausgeschieden | ausgeschieden | 29   |
| Jodie Lawaetz                                               | 200 m Schmetterling | 2:25,58 m  | 8       | ausgeschieden | ausgeschieden | ausgeschieden | ausgeschieden | 29   |

### Segeln
| Herren                                    |             |       |    |
| Peter Holmberg                            | Finn-Dinghy | 86,7  | 11 |
| Kenneth Klein                             | Windsurfen  | 93,7  | 13 |
| Trace Tervo, Erik Zucker                  | 470er       | 174,0 | 26 |
| John Foster sr., John Foster jr.          | Tempest     | 130,0 | 18 |
| John Braure, Kirk Grybowski, Marlon Singh | Soling      | 160,0 | 22 |

## Weblink
- Olympiamannschaft der Amerikanischen Jungferninseln 1984 in der Datenbank von Sports-Reference (englisch; archiviert vom Original)